# Anak Verhoeven
Anak Verhoeven (Schriek, 15 de julio de 1996) es un deportista belga que compite en escalada, especialista en la prueba de dificultad.
Ganó una medalla de plata en el Campeonato Mundial de Escalada de 2016 y una medalla de oro en el Campeonato Europeo de Escalada de 2017. Además, consiguió una medalla de oro en los Juegos Mundiales de 2017.

## Palmarés internacional
| Campeonato Mundial | Campeonato Mundial           | Campeonato Mundial | Campeonato Mundial |
| Año                | Lugar                        | Medalla            | Prueba             |
| ------------------ | ---------------------------- | ------------------ | ------------------ |
| 2016               | París (Francia)              | Medalla de plata   | Dificultad         |
| Campeonato Europeo |                              |                    |                    |
| Año                | Lugar                        | Medalla            | Prueba             |
| 2017               | Campitello di Fassa (Italia) | Medalla de oro     | Dificultad         |